# Fessenmühle
Fessenmühle, auch Feßmühle genannt, (fränkisch: Fässa-mil bzw. Fehsa-mil) ist ein Gemeindeteil der Gemeinde Weihenzell im Landkreis Ansbach (Mittelfranken, Bayern). Fessenmühle liegt in der Gemarkung Forst.

## Geografie
Die Einöde liegt an der Rippach. Unmittelbar westlich mündet der Dorfbach als rechter Zufluss in die Rippach. Im Norden grenzt das Dünnholz an, 0,5 km südlich liegt das Langholz. Die Kreisstraße AN 10 führt an der Steinmühle vorbei nach Weihenzell (2,2 km nordwestlich) bzw. Frankendorf (0,7 km östlich).

## Geschichte
Der Ort wurde 1691 als „Fesselmühle“ erstmals schriftlich erwähnt, vermutlich benannt nach dem Familiennamen des damaligen Besitzers. Die Mühle wurde bis ins 19. Jahrhundert zum Getreidemahlen und Gerben eingesetzt.
Gegen Ende des 18. Jahrhunderts gehörte die Fessenmühle zur Realgemeinde Frankendorf. Sie hatte das Rittergut Rügland der Herren von Crailsheim als Grundherrn. Unter der preußischen Verwaltung (1792–1806) des Fürstentums Ansbach erhielt die Fessenmühle die Hausnummer 1 des Ortes Frankendorf. Von 1797 bis 1808 unterstand der Ort dem Justiz- und Kammeramt Ansbach.
Im Rahmen des Gemeindeedikts wurde Fessenmühle dem 1808 gebildeten Steuerdistrikt Vestenberg und der 1811 gegründeten Ruralgemeinde Vestenberg zugeordnet. Mit dem Zweiten Gemeindeedikt (1818) wurde die Fessenmühle nach Bruckberg und am 13. August 1827  in die neu gebildete Gemeinde Forst umgemeindet. Am 1. Juli 1971 wurde diese schließlich im Zuge der Gebietsreform in Bayern nach Weihenzell eingemeindet.
Eine Wasserkraftturbine liefert durchschnittlich 8,5 kW Strom (Stand: 2008).

### Baudenkmal
- Ehemalige Mühle: im Kern aus dem Jahr 1469, im 16./17. Jahrhundert umgebaut, Krüppelwalmbau, mit Fachwerkobergeschoss, 17. Jahrhundert; Fachwerkscheune, 17. Jahrhundert, mit massivem Anbau, wohl 18. Jahrhundert[14]

### Einwohnerentwicklung
| Jahr      | 001840 | 001861 | 001871 | 001885 | 001900 | 001925 | 001950 | 001961 | 001970 | 001987 | 001999 | 002011 | 002014 | 002017 |
| Einwohner | 9      | *      | 8      | 4      | 4      | 8      | 12     | 5      | 3      | 6      | 5      | 3      | 6      | 5      |
| Häuser    | 1      |        |        | 1      | 1      | 1      | 1      | 1      |        | 1      |        |        |        |        |
| Quelle    | [ 16 ] | [ 17 ] | [ 18 ] | [ 19 ] | [ 20 ] | [ 21 ] | [ 22 ] | [ 23 ] | [ 24 ] | [ 25 ] | [ 26 ] |        |        | [ 1 ]  |

## Religion
Der Ort ist seit der Reformation evangelisch-lutherisch geprägt und gehört bis heute zur Kirchengemeinde St. Stephanus (Forst), einer Filiale von St. Jakob (Weihenzell). Die Einwohner römisch-katholischer Konfession sind nach St. Bonifatius (Dietenhofen) gepfarrt.